# HT Virginis
HT Virginis (HT Vir / HD 119931 / HIP 67186) es un sistema estelar en la constelación de Virgo. Se encuentra a 212 años luz de distancia del sistema solar.
En un primer enfoque, HT Virginis aparece como una binaria visual, cuya duplicidad fue descubierta por Wilhelm Struve en 1830, siendo la separación observada entonces de 1,4 segundos de arco.
Cada una de las componentes visuales es a su vez una binaria cercana, lo que convierte a HT Virginis en un sistema estelar cuádruple.
El par más estudiado de los dos (HT Virginis B) constituye una binaria de contacto; las componentes están tan cerca entre sí que comparten las capas exteriores, siendo su período orbital de sólo 0,4077 días (9,78 horas). Las dos estrellas son muy similares, con temperaturas respectivas de 6100 y 6075 K, y una relación entre sus masas de q = 0,812. El tipo espectral de la estrella principal es F8V y la masa conjunta de ambas es 2,3 veces mayor que la masa solar. Su metalicidad se sitúa en torno al 80% del Sol. Es una variable W Ursae Majoris cuyo brillo oscila entre magnitud aparente +7,06 y +7,48.
El otro par (HT Virginis A) lo forma una binaria espectroscópica con un período orbital de 32,45 días. De brillo intermedio entre el máximo y el mínimo de la otra binaria, su masa conjunta puede ser de 2,10 masas solares, si bien los parámetros de este par no son bien conocidos.
La órbita con la que HT Virginis A se mueve respecto a HT Virginis B es muy excéntrica (ε = 0,640). Cada una de ellas completa una vuelta cada 260,7 años.